# رخمة المصري (يريم)

تعديل مصدري - تعديل

رخمة المصري هي إحدى قرى عزلة بني مسلم بمديرية يريم التابعة لمحافظة إب، بلغ تعداد سكانها 150 نسمة حسب تعداد اليمن لعام 2004.